# Edwin Dorner

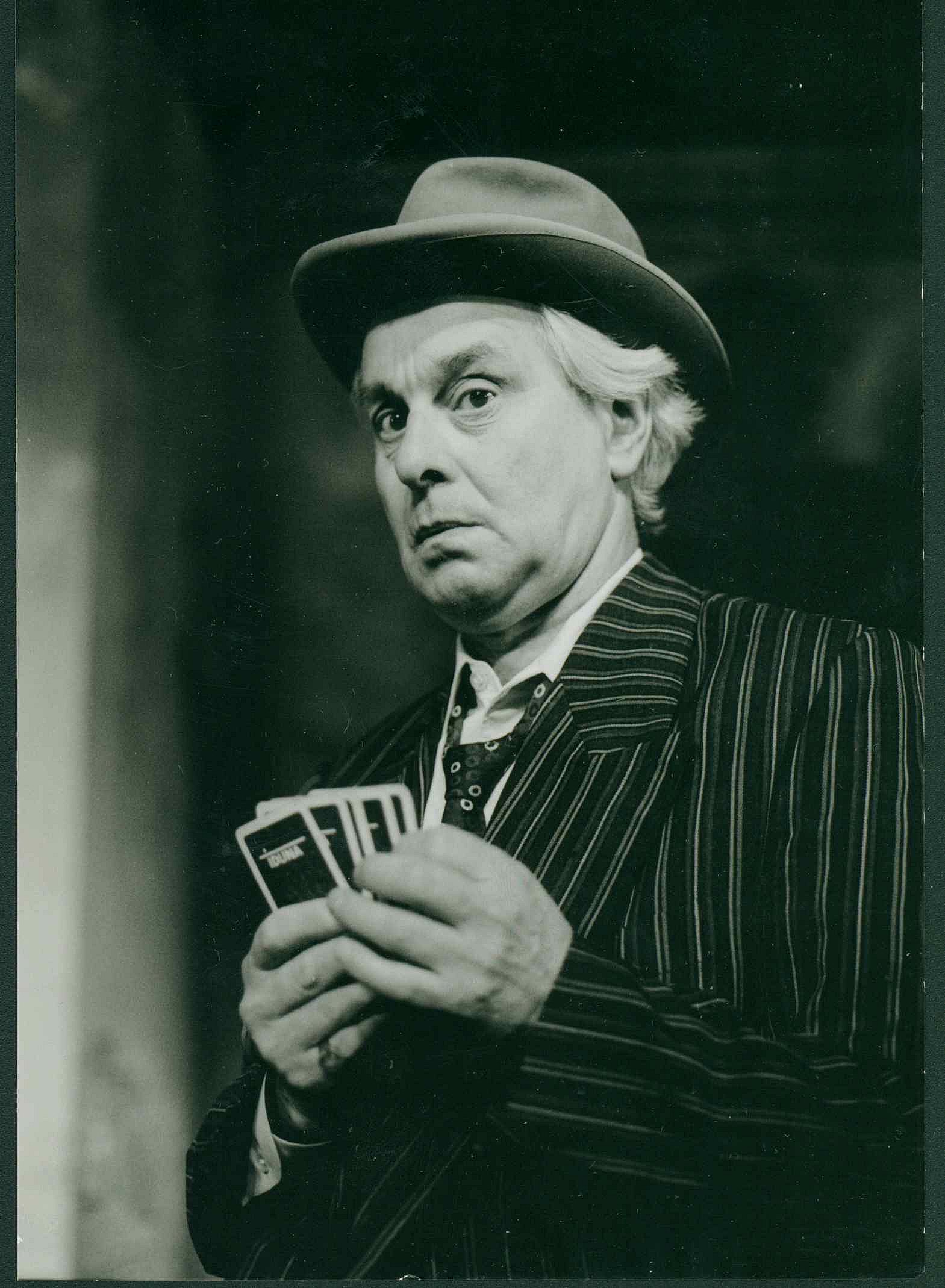
Edwin Dorner in Reporter von Ben Hecht/Charles MacArthur am Badischen Staatstheater Karlsruhe (1977/1978)

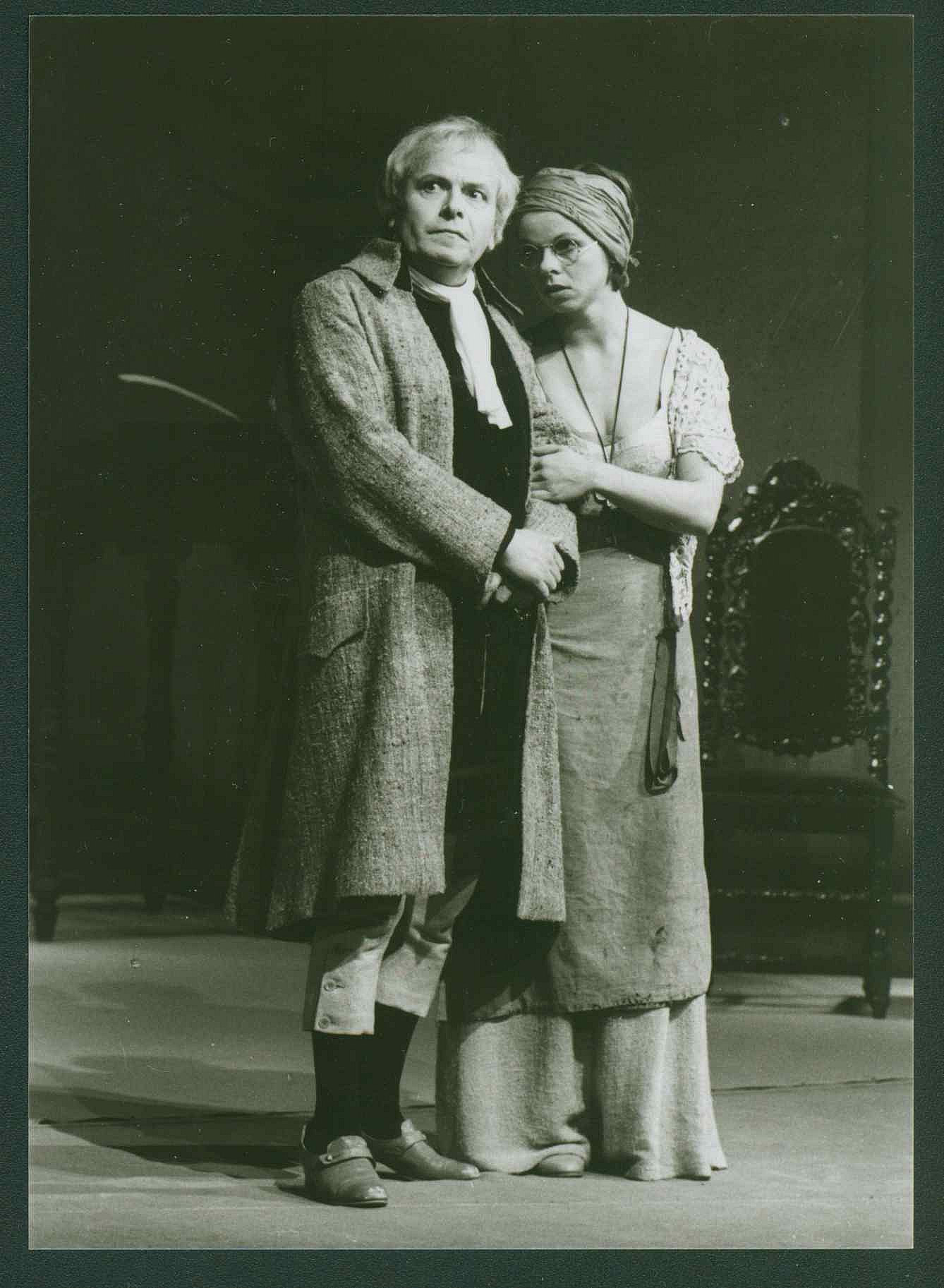
Dorner als Orgon in Tartuffe, mit Barbara Falter als Dorina (1986/1987)

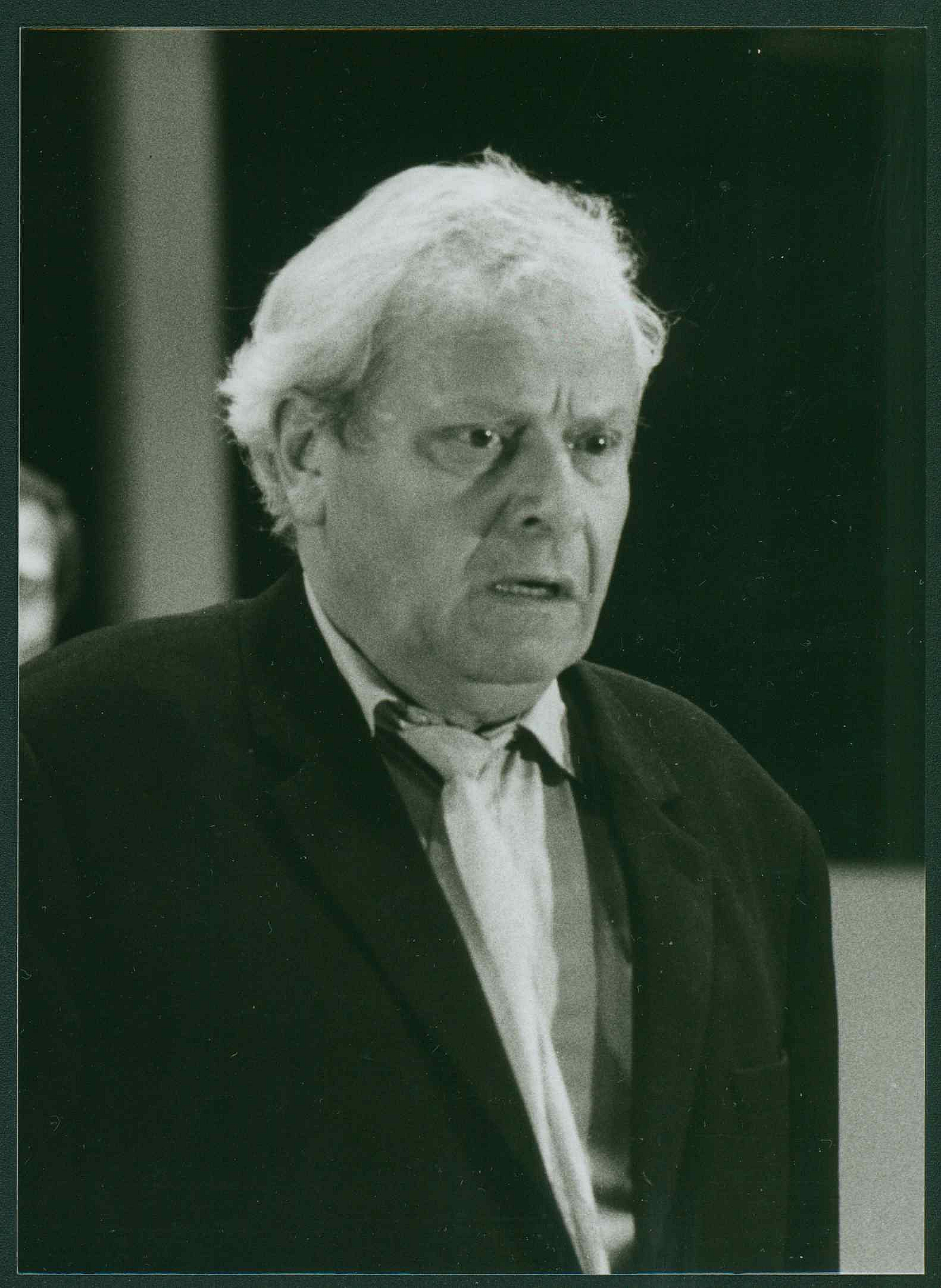
Dorner in Der zerbrochne Krug (1989/1990)

Edwin Dorner (* 3. August 1926 in Berlin; † 6. Dezember 2012 in Karlsruhe) war ein deutscher Schauspieler und Hörspielsprecher.

## Leben
Über das Leben von Edwin Dorner war wenig in Erfahrung zu bringen. Der früheste Auftritt, des vorrangig Theater spielenden Schauspielers und Hörspielsprechers, war 1946 in dem, in Potsdam neu gegründeten, Landestheater Brandenburg nachzuweisen. Von 1951 bis 1958 war er an den Städtischen Theatern Leipzig engagiert. Mitte des Jahres 1958 verließ er die DDR, lebte und arbeitete fortan in der Bundesrepublik. Nach Engagements an verschiedenen Bühnen wechselte er 1973 an das Badische Staatstheater Karlsruhe, an dem er bis zur Beendigung seiner Bühnenlaufbahn im Jahr 1991 spielte. Hier war er von 1977 bis 1983 Obmann der Genossenschaft Deutscher Bühnen-Angehöriger. Im Jahr 1985 bekam er den Titel Staatsschauspieler.
Edwin Dorners letzte Ruhestätte befindet sich auf dem Hauptfriedhof Karlsruhe.

## Filmografie
- 1955: Sommerliebe
- 1956: Zar und Zimmermann
- 1974: Tatort: Der Mann aus Zimmer 22 (Fernsehreihe)

## Theater
- 1946: Oleksandr Kornijtschuk: Der Chirurg (Augenarzt Stjopa) – Regie: Walter Tappe (Brandenburgisches Landestheater – Kleines Theater im Neuen Palais Potsdam)
- 1948: Fernando de Rojas: La Celestina (Diener) – Regie: ? (Theater in der Kaiseralle Berlin – Studiobühne)
- 1951: Iwan Popow: Die Familie (Alexander) – Regie: Johannes Arpe (Städtische Theater Leipzig – Schauspielhaus)
- 1952: Romain Rolland: Robespierre (Saint-Just) – Regie: Arthur Jopp (Städtische Theater Leipzig – Schauspielhaus)
- 1952: Maxim Gorki: Jegor Bulytschow und andere – Regie: Fritz Wendel (Städtische Theater Leipzig – Schauspielhaus)
- 1953: Ion Luca Caragiale: Der verlorene Liebesbrief (Advokat) – Regie: Wolfgang Böttcher (Städtische Theater Leipzig – Schauspielhaus)
- 1954: Friedrich Schiller:  Die Jungfrau von Orleans (Karl VII.) – Regie: Erich-Alexander Winds (Städtische Theater Leipzig – Schauspielhaus)
- 1955: Friedrich Schiller: Wilhelm Tell (Rudenz) – Regie: Johannes Arpe (Städtische Theater Leipzig – Schauspielhaus)
- 1955: Oscar Wilde: Lady Windermeres Fächer – Regie: Karl Gürs (Städtische Theater Leipzig – Kammerspiele)
- 1956: Charles Fenn: Kampffische (Vietnamesischer Hauptmann) – Regie: Frithjof Ruedes (Städtische Theater Leipzig – Kammerspiele)
- 1957: Barrie Stavis: Joe Hill (Gewerkschaftssekretär) – Regie: Johannes Arpe (Städtische Theater Leipzig – Schauspielhaus)
- 1957: Carl Sternheim: Die Hose – Regie: Rudi Kurz (Städtische Theater Leipzig – Kammerspiele)
- 1957: Jean Anouilh: Jeanne oder Die Lerche – Regie: Arthur Jopp (Städtische Theater Leipzig – Kammerspiele)
- 1958: Molière: Tartuffe – Regie: Otto Lang (Städtische Theater Leipzig – Kammerspiele)
- 1958: Kabarett: Hauptsache die Kohlen stimmen – Regie: Kay Lorentz (Kom(m)ödchen Düsseldorf)
- 1973: Georges Feydeau: Einer muß der Dumme sein – Regie: Detlof Krüger (Badisches Staatstheater Karlsruhe)
- 1973: Nikolai Erdman: Der Selbstmörder – Regie: Willi Rohde (Badisches Staatstheater Karlsruhe)
- 1974: Henrik Ibsen: Nora oder Ein Puppenheim – Regie: Stephan Stroux (Badisches Staatstheater Karlsruhe)
- 1974: Alan Ayckbourn: Frohe Feste – Regie: Hans Häckermann (Badisches Staatstheater Karlsruhe)
- 1974: Peter Yeldham: Auf und davon – Regie: Horst Braun (Badisches Staatstheater Karlsruhe)
- 1975: Molière: Don Juan oder Der steinerne Gast – Regie: Adam Hanuszkiewicz (Badisches Staatstheater Karlsruhe)
- 1975: Peter Hacks nach Aristophanes: Der Frieden – Regie: Horst Braun (Badisches Staatstheater Karlsruhe)
- 1976: Peter Hacks nach Johann Wolfgang von Goethe: Das Jahrmarktsfest zu Plundersweilern – Regie: Klaus Heydenreich (Badisches Staatstheater Karlsruhe)
- 1978: Franz Kafka: Forschungen eines Hundes – Regie: Georg-Achim Mies (Badisches Staatstheater Karlsruhe)
- 1979: Carlo Gozzi: Turandot – Regie: Helmut Straßburger/Ernstgeorg Hering (Badisches Staatstheater Karlsruhe)
- 1983: Peter Turrini: Josef und Maria – Regie: Gert-Hagen Seebach (Badisches Staatstheater Karlsruhe)

## Hörspiele
- 1951: Walter Karl Schweickert: Der unsichtbare Boss (Journalist Gordon) – Regie: Martin Flörchinger (Hörspiel –  MIRAG)
- 1951: Johann Wolfgang von Goethe: Egmont (Herzog Albas Sohn) – Regie: Kurt Jung-Alsen (Hörspiel – MIRAG)
- 1952: Gerhard Rentzsch: Old Man River – Regie: Werner Wieland (Dokumentarhörspiel – MIRAG)
- 1952: Nikolai Gogol: Die Spieler – Regie: Werner Wieland (Hörspiel – MIRAG)
- 1954: Molière: Der Bürger als Edelmann (Covielle) – Regie: Kurt Jung-Alsen (Hörspiel – Rundfunk der DDR)
- 1955: Carl Sternheim: Die Hose (Friseur) – Regie: Werner Wieland (Hörspiel – Rundfunk der DDR)
- 1957: Walentin Katajew: Die Perle (Erzähler) – Regie: Gerda Friedrich (Kinderhörspiel/Kurzhörspiel – Rundfunk der DDR)
- 1958: Herbert Ziergiebel: Licht der Augen – Regie: Gerda Friedrich (Kinderhörspiel/Kurzhörspiel – Rundfunk der DDR)
- 1960: Arnold Perl: Bontje Schweig – Regie: Wilhelm Semmelroth (Hörspiel – WDR)
- 1960: Werner Helmes: Projekt: Schwarze Witwe (Lt. Stanley) – Regie: Friedhelm Ortmann (Hörspiel – WDR)
- 1960: Charles de Foucauld:  Mönch in der Wüste – Regie: Gert Westphal (Hörspiel – WDR).
- 1964: G. S. Brown: Kein Wort von Charly (Francis) – Regie: Gustav Burmester (Hörspiel – WDR)
- 1965: Karl Richard Tschon: Das zweite Motiv (Mr. Stanley) – Regie: Otto Kurth (Kriminalhörspiel, 2. und 3. Teil – WDR)
- 1966: Blaise Cendrars: Warum, Warum? (Das Tier Gelb Rot) – Regie: Günther Sauer (Hörspiel – WDR)
- 1967: Peter Hemmer: Nachklänge (Stehbein) – Regie: Gert Westphal (Hörspiel – WDR)
- 1968: Fred Wühr: Fensterstürze (Jan) – Regie: Friedhelm Ortmann (Hörspiel – WDR)
- 1968: Lew Tolstoi: Anna Karenina (Fürst Twerskij) – Regie: Ludwig Cremer (Hörspiel – WDR)
- 1968: Francis Henry Durbridge: Paul Temple und der Fall Alex (Spinner Williams) – Regie: Otto Düben (Hörspiel, 8 Teile – WDR)
- 1968: Alain Decaux: Die Rosenbergs dürfen nicht sterben (Max Elitcher) – Regie: Friedhelm Ortmann (Hörspiel, 2 Teile – WDR)
- 1969: Branimir Šćepanović: Ein richtiger Mann – Regie: Gustav Burmester (Hörspiel – WDR)
- 1969: Uwe Friesel: Ping-Pong (Staatsanwalt) – Regie: Otto Düben (Hörspiel – WDR)
- 1970: Friedrich Theodor Vischer: Faust. Der Tragödie dritter Teil (Erzengel Michael) – Regie: Ludwig Cremer (Hörspiel, 1. Teil – WDR)
- 1980: Thomas Rübenacker: Wallendas Tod – Regie: Thomas Rübenacker (Hörspiel – SDR/RIAS Berlin)
- 1981: Thomas Rübenacker: Herrn Andersens Nachtigall (Oberhofmusikdirektor) – Regie: Thomas Rübenacker (Aus der Reihe: Hörspiele für Kinder von Acht bis Achtzig – SDR)
- 1985: Hans Werner Knobloch: Es waren einmal zwei Brüder, die hießen Jakob und Wilhelm Grimm – Regie: Lothar Schluck (Kinderhörspiel, 1. Teil – SDR)